# Valls
Valls egy község Katalóniában, Spanyolországban, Alt Camp járás közigazgatási központja. Lakóinak száma: 22 851 fő (2005), ez a teljes járás összlakosságának fele.

## Fekvése
Camp de Tarragona körzetében, a Francolí folyó mentén fekszik, igen közel Reus (Baix Camp) és Tarragona (Tarragonès) településekhez.

## Látnivalói
Valls középkori városfalai már nem láthatók, de a település őrzi régi szerkezetét, s fennmaradt néhány emléke is.
Az árkádokkal övezett Plaza de Blat látványosságai:
- A Városháza (kat. Ayuntament), mely a XIX. században épült.
- A téren álló Xiquets de Valls emlékmű, ami egy nyolcszintes ún. emberpiramist ábrázol, a katalánok jellegzetes ünnepi népszokására utalva.

További érdekes látnivalót kínáló épületek Vallsban:
- A Keresztelő Szent János-templom (kat. Església Sant Joan Baptista, sp.Iglesia San Juan Baptista), gótikus épület a 14. századból. Homlokzata reneszánsz, retablója viszont már barokk alkotás.
- A Rózsafüzér-kápolna (kat.Capilla de Roser, sp. Capella del Roser) a Carrer del Cort utcában áll. Belsejében feltűnést kelt az azulejóval díszített mennyezet a 17. századból. Egyik jelenete a lepantói csatát ábrázolja. A másik képen V. Pius pápa egy zászlót ad át Don Juan de Austriának.
- A Városi Múzeumban a XIX-XX. századi katalán művészetbe nyerhet betekintést a látogató.

## Híres emberek
- Roberto Gerhard, (1896, Valls – 1970, Cambridge) spanyol zeneszerző
- Narcís Oller i Moragas, (1846, Valls – 1930, Barcelona) katalán író
- Ignacio Farrés Iquino, (1910, Valls – 1994, Barcelona) spanyol filmrendező, producer
- Lluís Bonifaç i Massó (1730, Valls – 1786, Valls) katalán szobrászművész
- Cèsar Martinell i Brunet (1888, Valls – 1973, Barcelona) katalán építész

## Népesség
A település lakosságának változását az alábbi diagram mutatja:
| Lakosok száma | 3116 | 13 274 | 11 006 | 11 886 | 19 612 | 22 237 | 25 092 | 24 570 | 24 359 | 25 047 |
|               | 1717 | 1887   | 1936   | 1960   | 1986   | 2004   | 2009   | 2014   | 2019   | 2024   |

## Testvérvárosok
- Saint-Cyr-sur-Loire,  Franciaország
- Settimo Torinese, Olaszország
- Andorra la Vella, Andorra